# Herbert Scurla
Herbert Scurla (* 21. April 1905 in Kleinräschen; † 7. April 1981 in Kolkwitz) war ein deutscher Volkswirt und Schriftsteller. Zeitweise verwendete er die folgenden Namen als Pseudonyme: Karl Leutner; K. Th. Lysander; Harry Droll; Peter Petersen; Rüdiger; R. Claus; Leopold Kanter; Herta Falkenstein.

## Leben
Scurla besuchte das Gymnasium in Senftenberg, wo er 1923 das Abitur absolvierte. Er studierte anschließend in Berlin Volkswirtschaft und war von 1930 bis 1943 als Hauptreferent des Deutschen Akademischen Austauschdienstes beschäftigt. Am 1. Mai 1933 trat er der NSDAP bei (Mitgliedsnummer 2.583.383). 1934 wurde er Dozent an der Deutschen Hochschule für Politik in Berlin. Zusätzlich wurde er 1934 Regierungsrat im Reichsministerium für Wissenschaft, Erziehung und Volksbildung. Als Hauptsachbearbeiter für kulturelle Fragen innerhalb der Reichsrundfunkkammer überwachte er die weltanschauliche Ausrichtung der Sendeprogramme. 1939 wurde er zum Oberregierungsrat befördert und Sonderreferent für Ostfragen. In dieser Funktion verfasste er 1939 nach einer Reise in die Türkei den sogenannten Scurla-Bericht, in dem er über die Beschäftigung von aus Deutschland vertriebenen Professoren an türkischen Universitäten berichtete. Sie hatten dort zwischen 1933 und 1945 Zuflucht gesucht. Scurla bewertete die Flüchtlinge und Familienangehörigen, je nach ihrer Nähe zum Nationalsozialismus oder nach ihrer jüdischen Herkunft. Der Hintergrund hierfür war, dass die Deutschen die Flüchtlinge zu verdrängen und durch nazi-treue Wissenschaftler zu ersetzen suchten.
Scurlas Beförderung zum Ministerialrat wurde 1942 von Martin Bormann abgelehnt, weil er vor 1933 zu „den ausgesprochenen Gegnern“ des Nationalsozialismus gehört habe. 1943 wurde Scurla Honorarprofessor an der Berliner Universität.
Nach Kriegsende wurden Scurlas Schriften Die Grundgedanken des Nationalsozialismus und das Ausland (Junker und Dünnhaupt, Berlin 1938) und Die Dritte Front. Geistige Grundlagen des Propagandakrieges der Westmächte (Stubenrauch, Berlin 1940) in der Sowjetischen Besatzungszone auf die Liste der auszusondernden Literatur gesetzt.
Scurla machte eine Lehre als Tischler und war ab 1946 als Verlagslektor beschäftigt, u. a. beim Verlag der Nation. Seit 1952 lebte er als freier Schriftsteller in Cottbus.
Als Mitglied der Blockpartei NDPD gehörte er im Bezirk Cottbus der Leitung des Kulturbunds der DDR an und war dort stellvertretender Vorsitzender des Deutschen Schriftstellerverbands. Unter dem Pseudonym „Karl Leutner“ publizierte er in verschiedenen DDR-Zeitungen. 1971 wurde er mit der Johannes-R.-Becher-Medaille ausgezeichnet, 1974 erhielt er den Vaterländischen Verdienstorden.
Scurla trat vor allem als Erzähler, Essayist, Herausgeber, Biograph und politischer Schriftsteller hervor. Er schrieb Biographien über Alexander von Humboldt, Wilhelm von Humboldt und Rahel Varnhagen.
Sein Grab befindet sich auf dem Zentralfriedhof in Cottbus.

## Werke
- Deutsche Studenten im Ausland. Ein Versuch einer zahlenmäßigen Erfassung des Studiums reichsdeutscher Studierender im Ausland. In: Deutsches Studentenwerk. Zeitschrift der studentischen Selbsthilfearbeit. de Gruyter, Berlin Band 5, 1931, S. 147–160.
- Umfang und Richtung der zwischenstaatlichen Studentenwanderung. Triltsch, Würzburg 1933 (Leipzig, Univ., Diss., 1933)
- Die Grundgedanken des Nationalsozialismus und das Ausland. Junker und Dünnhaupt, Berlin 1938. (=Schriften der Deutschen Hochschule für Politik 1)
- Die dritte Front. Geistige Grundlagen des Propagandakrieges der Westmächte. Stubenrauch, Berlin 1940. (=Schriftenreihe des Deutschen Akademischen Austauschdienstes 4)
- Die französischen Kulturinstitute im Ausland. Ein Beitrag zur französischen Kulturpropaganda. Zeitschrift für Politik, 31. Jg., 1941, S. 139–159
- Die britischen Kulturinstitute im Ausland. ebd. S. 499–505
- England 1941. in Friedrich Berber Hg.: Jahrbuch für auswärtige Politik. Im Benehmen mit dem Auswärtigen Amt. 8. Jg. 1942. August Gross, Berlin
- Hochschule und Wissenschaft im nationalsozialistischen Deutschland.  Aus: Geist der Zeit. November 1941.
- Denkwürdigkeiten des eigenen Lebens von K. A. Varnhagen von Ense. [Bearb. und. eingeleitet von Karl Leutner=Herbert Scurla]. Verlag der Nation, Berlin 1950. (=Lebensbilder großer Deutscher)
- Triumph und Wahrheit. Gotthold Ephraim Lessing Verlag der Nation, Berlin 1951. (=Nationales Erbe 3)
- Ernst Moritz Arndt. Der Vorkämpfer für Einheit und Demokratie. Kongreß-Verlag, Berlin 1952.
- Alexander von Humboldt Verlag der Nation, Berlin  1955. (Lizenzausgaben: Claassen 1982, Fischer Taschenbuch Verlag 1984)
- Begegnungen mit Rahel. Der Salon der Rahel Levy. Verlag der Nation, Berlin 1962. (Lizenzausgaben: Claassen 1978, Fischer Taschenbuch Verlag 1980)
- Wilhelm von Humboldt. Werden und Wirken Verlag der Nation, Berlin 1970. (Lizenzausgaben: Claassen 1976, Heyne 1984)
- Die Brüder Grimm. Ein Lebensbild Verlag der Nation, Berlin 1985. (Lizenzausgaben: Dausien 1986 und 2000)
- als Karl Leutner: Deutsche, auf die wir stolz sind. 1. Folge: Biographien von Ulrich von Hutten, Alexander von Humboldt, Friedrich Fröbel u. a. Verlag der Nation, Berlin 1955, erw. Neuaufl. ebd. 1960 - 2. Folge: Georg Friedrich Händel, Johann Sebastian Bach, Christoph Willibald Gluck, Karl Friedrich Zelter, Ludwig van Beethoven, Ernst Theodor Amadeus Hoffmann, Albert Lortzing, Felix Mendelssohn Bartholdy, Robert Schumann, Johannes Brahms. ebd. 1957.
- als Herausgeber: Entdeckungen auf vier Kontinenten (anlässlich des 100. Todestags von Alexander von Humboldt) Verlag der Nation Verlag der Nation, Berlin 1959; Alexander von Humboldt Ansichten der Natur Verlag der Nation, Berlin  1959; Reisen im Orient Verlag der Nation, Berlin  1961; Jenseits des Steinernen Tores Verlag der Nation, Berlin  1963; Im Lande der Kariben Verlag der Nation, Berlin 1964; Reisen in Nippon Verlag der Nation, Berlin  1968 (neu zuletzt 1990); Im Banne der Anden Verlag der Nation, Berlin  1971; Zwischen Kap und Kilimandscharo Verlag der Nation, Berlin  1973; Im Reich des Königs der Könige Verlag der Nation, Berlin  1976; Auf Kreuzfahrt durch die Südsee Verlag der Nation, Berlin  1977; Durch das Land der Azteken Verlag der Nation, Berlin  1978 (neu zuletzt 1987)
- posthum: Klaus-Detlev Grothusen, Hrsg. und Einl., Ruşen Keleş (Mitarb.): Der Scurla-Bericht. Bericht des Oberregierungsrates Dr. rer. pol. Herbert Scurla von der Auslandsabteilung des Reichserziehungsministeriums in Berlin über seine Dienstreise nach Ankara und Istanbul vom 11. – 25. Mai 1939: „Die Tätigkeit deutscher Hochschullehrer an türkischen wissenschaftlichen Hochschulen“. Dağyeli, Frankfurt 1987, ISBN 3-924320-47-0[7]